# Argumento perezoso
El argumento perezoso (en griego antiguo: ἀργὸς λόγος) es un intento de socavar la doctrina filosófica del fatalismo al demostrar que, si todo lo que sucede está determinado por el destino, es inútil emprender cualquier tipo de acción. Su forma básica es la de un dilema constructivo complejo.

## Historia
La idea general detrás del argumento perezoso ya se puede encontrar en Sobre la interpretación de Aristóteles, capítulo 9. El texto más antiguo que se conserva que proporciona el argumento completo es De fato 28–9 de Cicerón. También se presenta en Orígenes, Contra Celso II.20, y se menciona en Pseudo-Plutarco, Sobre el destino 574e. Naturales quaestiones II.38.3 de Séneca proporciona evidencia para un argumento similar.

## Argumento
El argumento es presentado por Cicerón como sigue:
Si para ti es destino que te recuperes de esta enfermedad, entonces te recuperarás, llames o no llames a un médico; igualmente, si para ti es destino que no te recuperes de esta enfermedad, entonces no te recuperarás, llames o no llames al médico. Pero lo uno o lo otro está destinado; por consiguiente, no tiene caso llamar al médico.
El argumento tiene fuerza solo para aquellos que aceptan que lo que le sucede a la gente está determinado por el destino. El argumento admite dos lecturas muy diferentes:
Para un suceso presente P y un suceso futuro predeterminado F tales que P y F se relacionan aparentemente de modo causal,
- (1) se sigue del fatalismo que F habrá de darse aun cuando P no se diera, en el entendido de que (a) P es contingente (esto es, P puede no darse en el presente), y de que (b) si P no se diera, F se daría de todas formas, lo cual es absurdo;
- (2) se sigue del fatalismo que, si bien P y F son necesarios (ambos tienen que darse), F no se dará porque se da P, esto es, no existe realmente una relación causal explicativa entre F y P, lo cual es absurdo.

## Refutación
La refutación del filósofo estoico Crisipo al argumento perezoso se da en Sobre el destino de Cicerón y en la Preparación para el evangelio de Eusebio. El argumento, tal como lo presenta Cicerón, recurre a la idea de que un evento está "codestinado" con otros eventos. Como en el ejemplo anterior, si está predestinado que alguien se recupere de una enfermedad, entonces los pasos necesarios hacia la recuperación también están predestinados, y se puede decir que están predestinados junto con este evento final; así que mientras ocurra la recuperación, los pasos hacia la recuperación también deben ocurrir y evidentemente ocurrirán si uno está realmente destinado a recuperarse.

Eusebio presenta el mismo argumento de la siguiente manera:
La no destrucción de la túnica, dice [Crísipo], no está destinada simplemente, sino codestinada con el hecho de cuidarla, y que alguien se salve de sus enemigos está codestinada con la huida de esos enemigos; y tener hijos está destinado a estar dispuesto a acostarse con una mujer. [...] Porque muchas cosas no pueden suceder sin que estemos dispuestos y aun aportando un afán y un celo muy extenuantes por estas cosas, ya que, dice, estaba destinado que estas cosas sucedieran en conjunción con este esfuerzo personal. [...] Pero estará en nuestro poder, dice, con lo que está en nuestro poder incluido en el destino.
El argumento perezoso también ha sido atacado por G. W. Leibniz, quien se refirió a él como la raison paresseuse ("la razón perezosa"). En su obra Teodicea de 1710, Leibniz escribe:
Los hombres han estado perplejos en casi todas las épocas por un sofisma que los antiguos llamaban la 'Razón Perezosa', porque tendía a no hacer nada, o al menos a no preocuparse por nada y sólo seguir la inclinación por el placer del momento. Porque, decían, si el futuro es necesario, sucederá lo que debe suceder, haga lo que haga... Pero es aprovecharse injustamente de esta supuesta necesidad del destino para emplearla en excusa de nuestros vicios y nuestro libertinaje... No es cierto que el evento suceda haga lo que haga: sucederá porque uno hace lo que conduce a él; y si el acontecimiento está escrito de antemano, también está escrita la causa que lo hará suceder. Así, la conexión de efectos y causas, lejos de establecer la doctrina de una necesidad perjudicial para la conducta, sirve para derribarla.